# Jan Chmielewski (kierowca rajdowy)

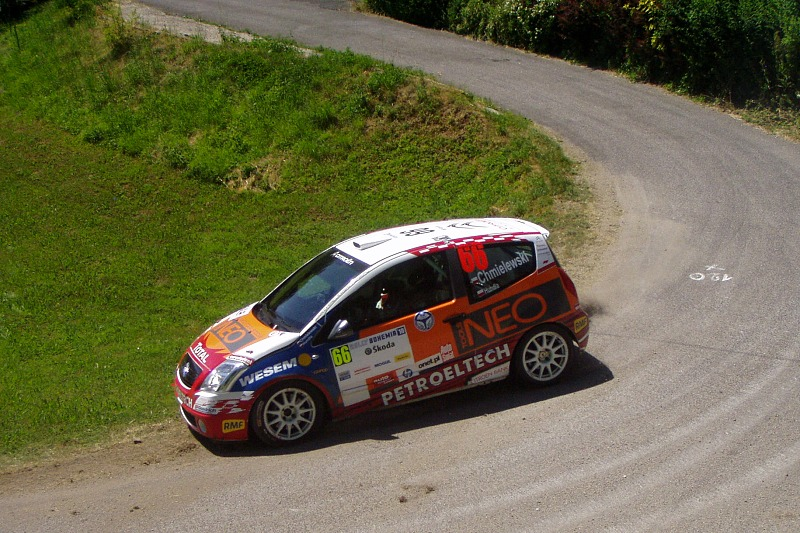
Rally Bohemia 2010- Citroën C2

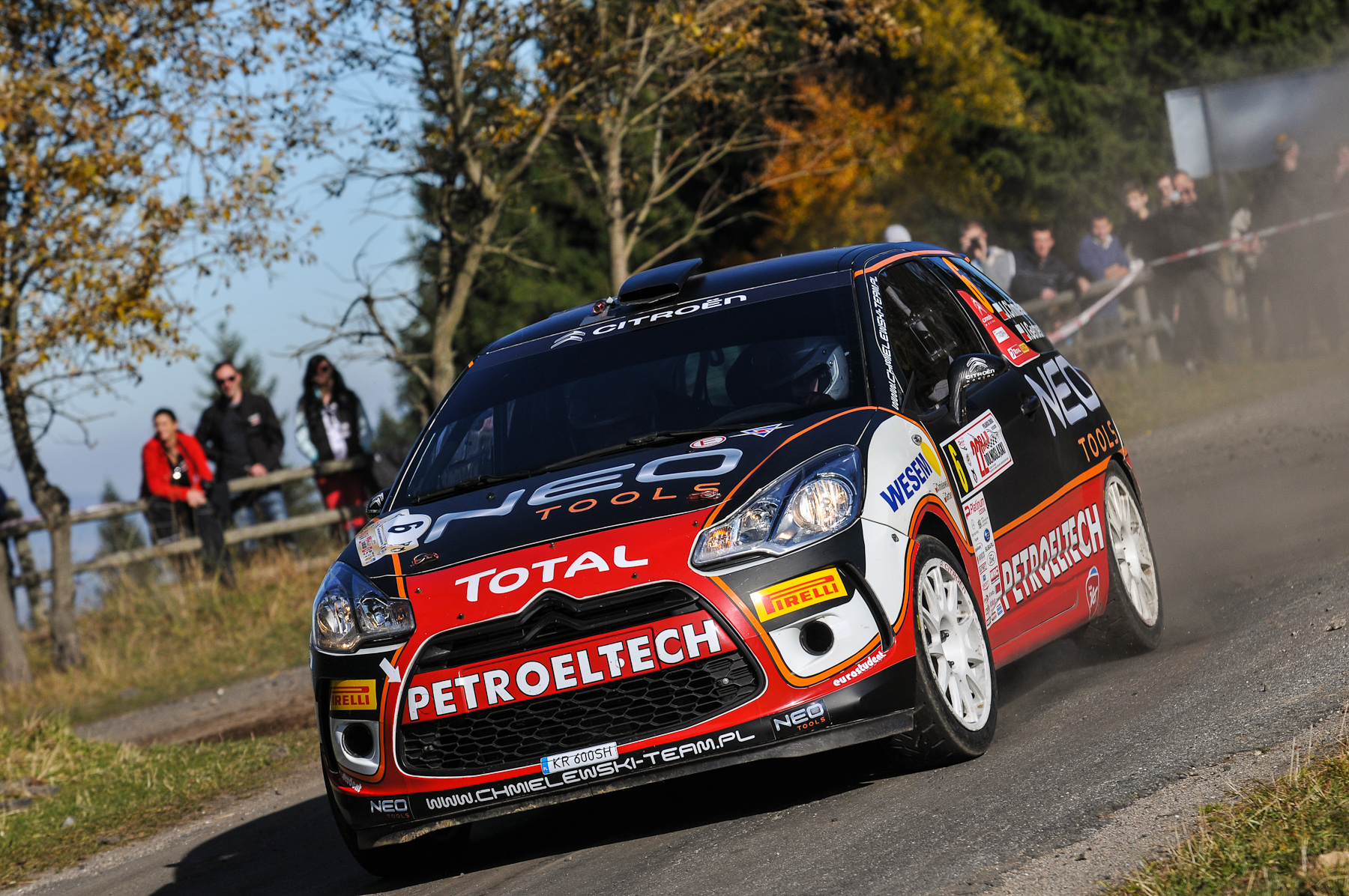
Rajd Dolnośląski 2012- Citroën DS3

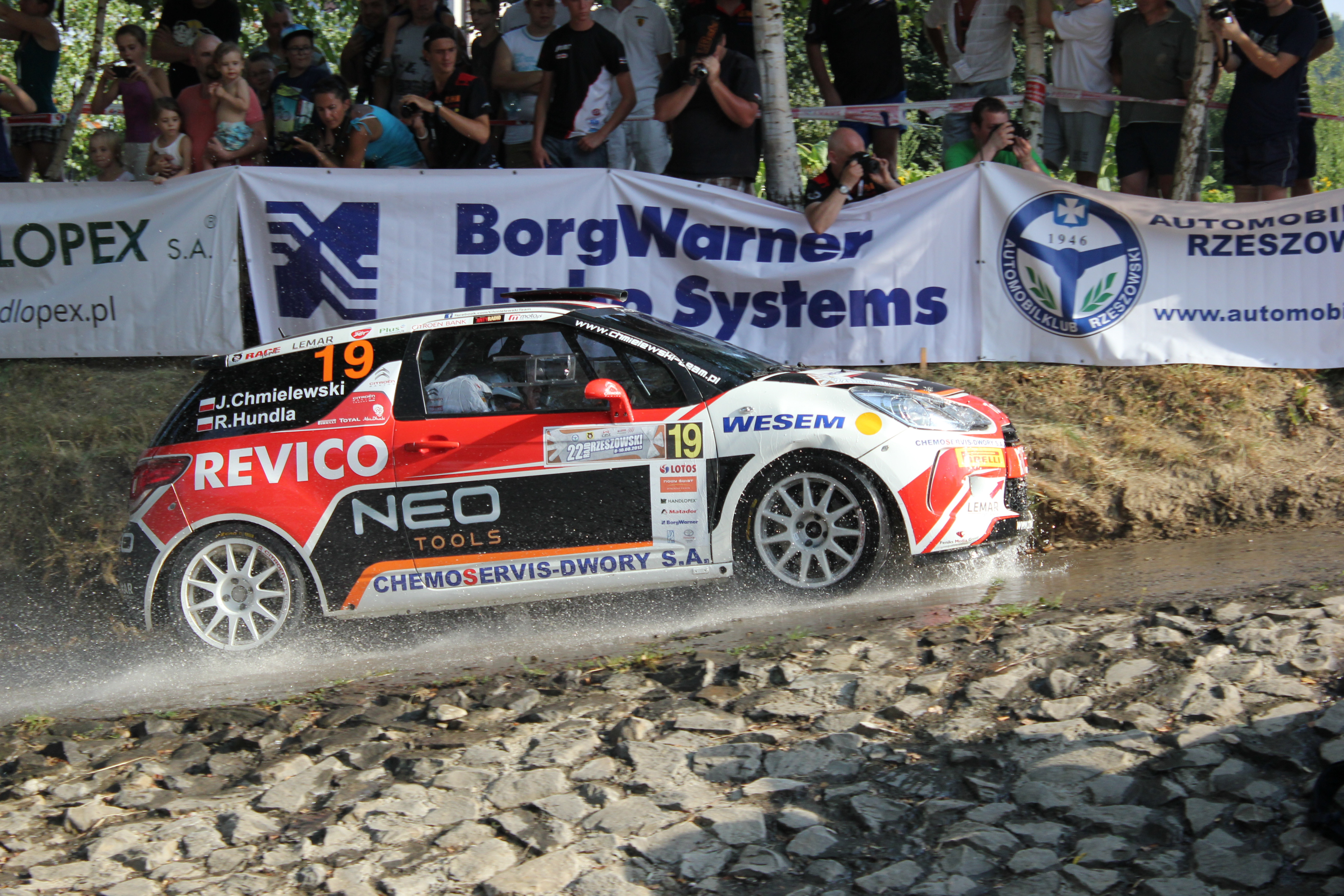
Rajd Dolnośląski 2013- Citroën DS3

Janek Chmielewski (ur. 15 lutego 1983 roku w Krakowie) – polski kierowca rajdowy.

## Przebieg kariery
Karierę sportową rozpoczął od startów w cyklotrialu. W barwach Automobilklubu Śląskiego zdobył siedmiokrotne Mistrzostwo i Wicemistrzostwo Polski w tej dyscyplinie. W 1997 roku został także Mistrzem Słowacji oraz zajął 4. miejsce w Cyklotrialowych Mistrzostwach Świata w Japonii. Następnie przesiadł się z roweru na samochód. Zaczął od mistrzowskiego tytułu w Rajdowych Samochodowych Mistrzostwach Polski Dziennikarzy 2005. W 2006 został zdobywcą Pucharu Polskiego Związku Motorowego w klasyfikacji generalnej. W kolejnym roku, zaliczył debiut w rajdowych samochodowych mistrzostwach Polski za kierownicą Renault Clio. Od 2008 roku startuje w pełnym cyklu rajdowych samochodowych mistrzostw Polski w ramach programu sponsorskiego Citroën Racing Trophy. W 2008 odniósł sukces i uzyskał tytuł podwójnego Mistrza Polski w klasie A6 (samochody o pojemności silnika do 1600 cm³) oraz R2B (Citroën C2), a także zdobył swoje pierwsze punkty w klasyfikacji generalnej rajdu. Kolejne dwa lata to dalsze starty za kierownicą Citroëna C2. W 2011 roku jako pierwszy polski kierowca przesiadł się do najnowszego Citroëna DS3-R3 zdobywając tytuł Mistrz Polski w grupie R oraz zwyciężając cykl Citroën Racing Trophy. Za zajęcie 8 miejsca w klasyfikacji generalnej RSMP został wpisany na listę priorytetową Polskiego Związku Motorowego. Rok 2012, czyli drugi rok startów DS3 to kolejny mistrzowski tytuł w grupie R oraz wygrana w programie Citroëna. W sezonach 2013, 2014 i 2015 zdobywał tytuły Mistrza Polski w klasyfikacji 2WD. Od sezonu 2016 rozpoczął starty w BMW R320 MAXI.

## Osiągnięcia
- Siedmiokrotny Mistrz i Wicemistrz Polski w cyklotrialu
- 1997 Mistrz Słowacji w cyklotrialu
- 1997 4. miejsce w Cyklotrialowych Mistrzostwach Świata
- 2005 Mistrzowski tytuł w Rajdowych Samochodowych Mistrzostwach Polski Dziennikarzy
- 2006 Zdobywca Pucharu PZM w klasyfikacji generalnej
- 2006 Pierwsze miejsce w klasie A7 Pucharu PZM
- 2008 Mistrz Polski w klasie R2B 2008
- 2008 Mistrz Polski w klasie A6 2008
- 2009 III miejsce w klasie R2B oraz w klasie A6
- 2010 Wicemistrz Polski w grupie R
- 2010 Wicemistrz Citroën Racing Trophy
- 2011 Mistrz Polski w grupie R
- 2011 Mistrz Citroën Racing Trophy
- 2011 Mistrz Europy Środkowej w grupie A
- 2012 Mistrz Polski w grupie R
- 2012 Mistrz Polski Citroën Racing Trophy
- 2012 1. miejsce Mistrzostwa Słowacji w klasie 5
- 2013 Mistrz Polski 2WD
- 2014 Mistrz Polski 2WD
- 2015 Mistrz Polski 2WD

## Piloci
- Łukasz Gadowski
- Bartosz Herban
- Daria Dziwisz
- Krzysztof Janik
- Ireneusz Pleskot
- Szymon Gospodarczyk
- Robert Hundla
- Grzegorz Dachowski
- Jakub Gerber
- Michał Majewski

## Samochody
- Opel Astra GSi
- Renault Clio Sport
- Citroën C2-R2
- Citroën C2-R2 MAX
- Citroën DS3 R3T
- BMW R320 MAXI
- Ford Fiesta R5+
- Citroën C2 S1600[1]